# La Résidence Ylang Ylang
La Résidence Ylang Ylang es un cortometraje de 2008 de la directora francesa de ascendencia comorense Hachimiya Ahamada.

## Sinopsis
Djibril es un aldeano comorano, que pasa su tiempo libre cuidando una lujosa casa abandonada. Pero mientras él cuida de aquella propiedad su humilde cabaña se incendia. Ahora Djibril esta sin hogar y debe encontrar un lugar para vivir.

## Elenco
Ali Hassan Halidi
Asthadina Msa Soilihi
Fahamwe Ibouroi 
Mama Hayiriya
Aboubacar Said Salim
Ahamada Saandi
Abidine Said Mohamed

## Premios
- Festival del cortometraje francófono Vaulx-en-Velin 2009
- Festival internacional de cortometrajes Clermont-Ferrand 2009
- Quintaesencia, Ouidah IFF 2009